# Jane Joseph
Pour les articles homonymes, voir Joseph.
Jane Marian Joseph (31 mai 1894 — 9 mars 1929) est une compositrice et professeur de musique anglaise. Élève de Gustav Holst, elle fut associée à lui tout au long de sa carrière musicale, en particulier dans l'organisation et la gestion des festivals de musique auxquels Holst était associé de près. Nombre des œuvres de Joseph furent composés pour être joués dans ces festivals et lors d'occasions similaires. Sa mort précoce, qui empêcha la pleine réalisation de son talent, fut considéré par ses contemporains comme une perte considérable pour la musique anglaise.
Holst découvrit le potentiel de Joseph alors qu'il lui enseignait la composition à la St Paul's Girls' School. Elle devint sa copiste en 1914 alors qu'il composait The Planets ; sa responsabilité spéciale fut la préparation de la partition pour le mouvement Neptune. Elle assista Holst tout le reste de sa vie, faisant des transcriptions, des arrangements et des traductions, et elle fut sa librettiste pour le ballet choral The Golden Goose. Durant sa courte vie professionnelle elle devint membre de la Society of Women Musicians, fut la principale instigatrice de la première compétition au Festival de musique de Kensington, et aida à créer la Kensington Choral Society. Elle enseigna également la musique à l’école pour fille (Imogen, la fille de Holst, fut une de ses élèves) et devint une figure de proue dans la vie musicale du Collège Morley (en).
La plupart des œuvres de Joseph ne furent jamais publiées et sont perdues. Parmi ses œuvres publiées, deux petites pièces orchestrales, Morris Dance et Bergamask, reçurent des éloges considérables de la critique bien qu'elles n'entrèrent jamais dans le répertoire orchestral. Deux œuvres orchestrales, A Festival Venite et A Hymn for Whitsuntide, furent admirées de son vivant mais furent rarement jouées par la suite. Son chant de Noël A Little Childe There is Ibore était considéré par Holst comme un des meilleurs de son genre. Durant les huit décennies suivant sa mort, il n'y eut aucun enregistrement commercial de la musique de Jane Joseph mais ses œuvres furent parfois jouées à la radio.

## Biographie

### Famille et petite enfance
Jane Joseph est née le 31 mai 1894 au 23 Clanricarde Gardens, dans le quartier de Notting Hill du Borough of Kensington (en), Londres, dans une famille juive prospère. Son père, George Solomon Joseph (1844–1917), solliciteur dans l'entreprise familiale, s'était marié avec Henrietta, née Franklin (1861–1938) en 1880. Jane était leur quatrième enfant ; le plus jeune de ses trois frères avait sept ans de plus qu'elle. George Joseph avait un grand intérêt pour la musique, intérêt qu'il passa à ses enfants. Deux des garçons, Frank, (1881–1944) et Edwin (1887–1975) devinrent des violonistes compétents ; Jane apprit le piano (elle passa son premier examen à l'âge de sept ans) puis plus tard la contrebasse. Avec le temps les enfants musiciens de Frank et leurs amis créèrent un orchestre qui joua plusieurs années dans la maison familiale,.

### St Paul's Girls' Schoolet Gustav Holst

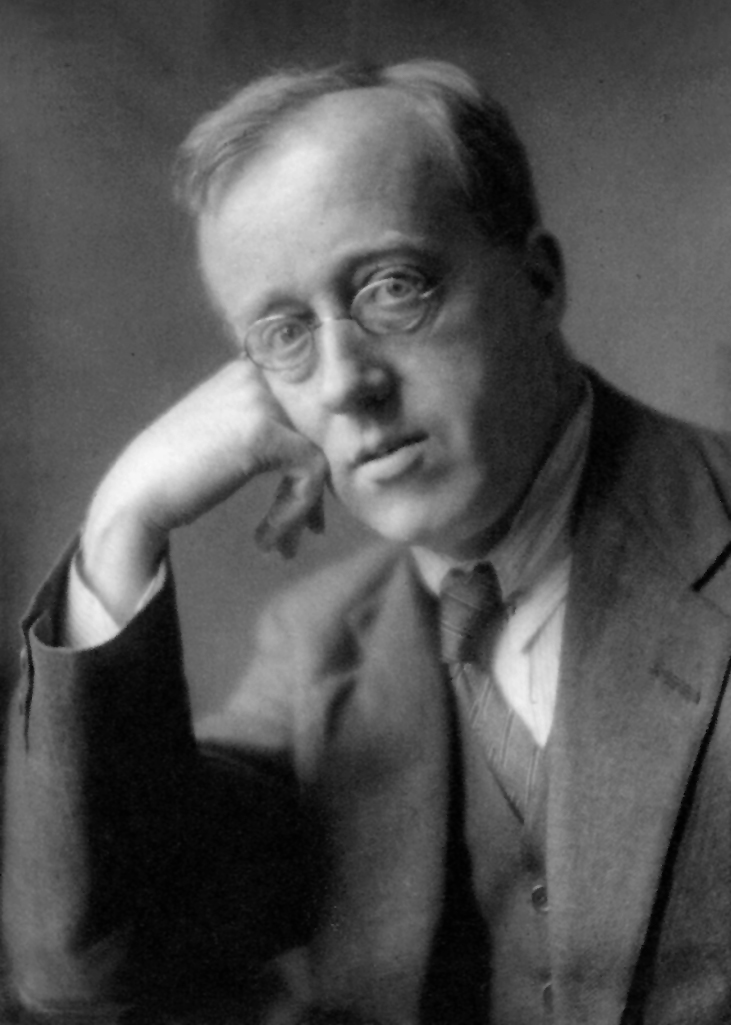
Holst vers 1921

En 1909 Joseph reçut une bourse pour étudier à la St Paul's Girls' School (SPGS) à Hammersmith. L'école avait ouvert en 1904, comme une émanation de la St Paul's School de Londres pour garçons établie de longue date. Sa directrice, Frances Ralph Gray, était un personnage formidable avec des vues traditionnelles concernant l'éducation des femmes, qui néanmoins fournissait un environnement d'apprentissage dynamique et varié dans lequel Joseph excellait. En plus de ses succès scolaires, Joseph jouait de la contrebasse dans l'orchestre de l’école, donna un concert de piano acclamé au cours duquel elle joua le concerto pour clavier en ré mineur de Bach, commença à composer et gagna un prix de lecture à vue. Alors qu’elle était à l'école, elle composa The Carrion Crow, un chant qui fut en 1914 sa première œuvre publiée. En dehors de la musique, elle faisait partie de l'association littéraire de l'école où elle présentait des exposés sur Charlotte Brontë et Samuel Taylor Coleridge. Elle eut également les Honneurs à l'examen de la Royal Drawing Society.
Parmi les professeurs de musique à la SPGS, le plus significatif dans son développement musical a été Gustav Holst, alors peu connu, qui enseigna la composition à Joseph. Après avoir quitté le Royal College of Music en 1898, Holst gagnait sa vie comme organiste et comme tromboniste dans divers orchestres en attendant la reconnaissance comme compositeur. En 1903 il abandonna ses revenus orchestraux pour se concentrer sur la composition mais il avait besoin d'un revenu régulier. Il devint professeur de musique, initialement à la James Allen's Girls' School à Dulwich ; en 1905 il fut recommandé à Frances Gray by Adine O'Neill, une ancienne élève de Clara Schumann, qui enseignait le piano à la SPGS. Il obtint d'abord un poste à temps partiel pour enseigner le chant puis enseigna par la suite la direction et la composition. Selon le compositeur Alan Gibbs Joseph tomba rapidement sous le charme de Holst et adopta ses principes. Holst parla plus tard d'elle comme la meilleure élève qu'il ait eu : « Dès le début elle montra une attitude d'esprit individuel et un empressement à absorber tout ce qui était beau,. »

### Étudiante, secrétaire et enseignante, 1913–18

#### Girton

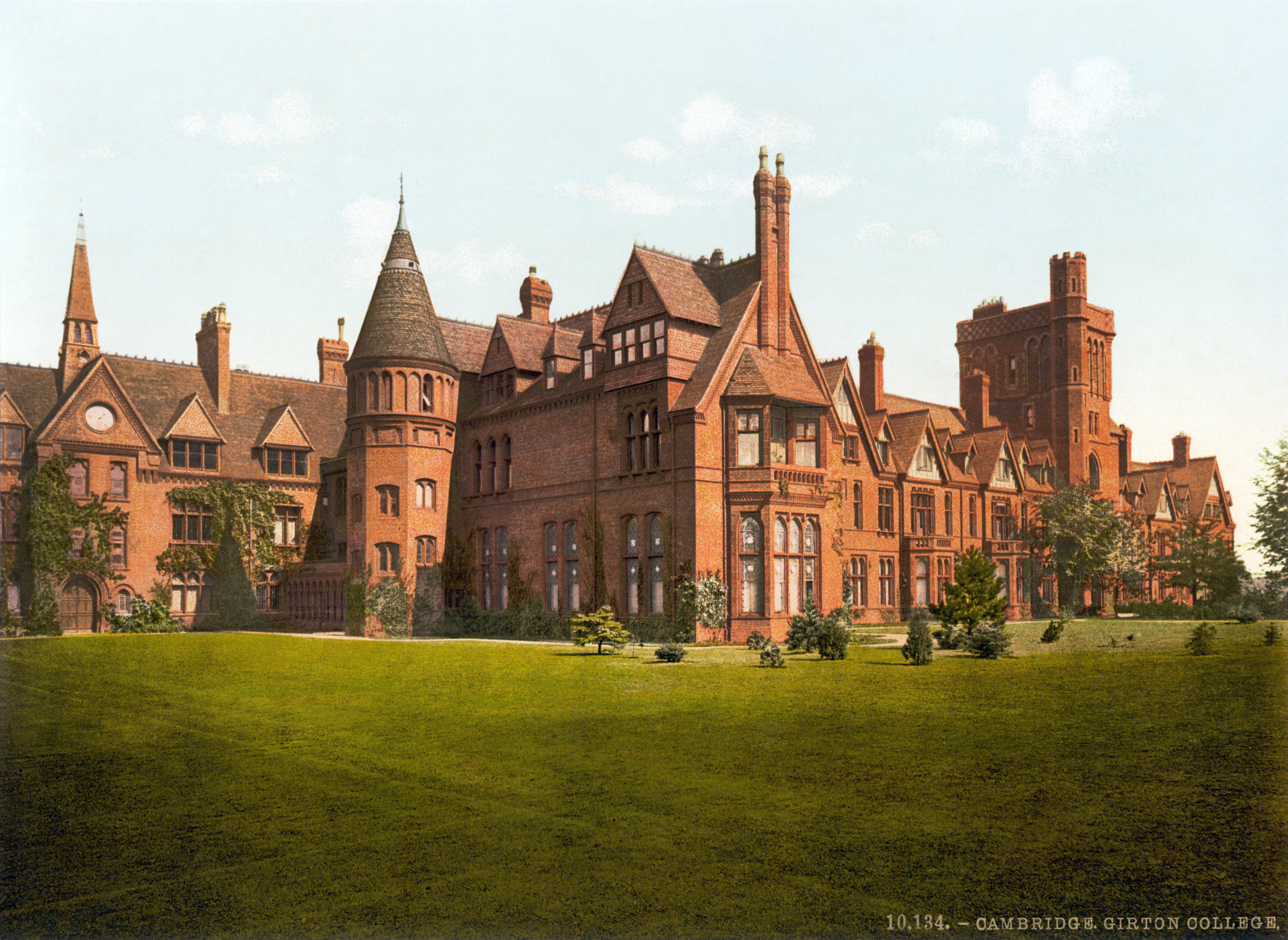
Girton College, Cambridge, au début du XX

À l'automne 1913, à 19 ans, Joseph commença à étudier les Classics au Girton College à Cambridge. À cette époque, selon les règlements de l'Université de Cambridge qui furent pas totalement abrogés avant 1948, les femmes ne pouvaient pas être diplômées bien qu'elles pouvaient passer les examens, dans le cas de Joseph le Classical Tripos (en). Elle trouva rapidement dans la vie universitaire de quoi la distraire de ses études : les débats, le théâtre et surtout la musique. Lors de sa première année elle devint contrebassiste dans l’orchestre de la Cambridge University Musical Society (en) sous la direction de Cyril Rootham. Elle fut également alto dans le chœur de la society et elle pourrait avoir participé à la représentation de La Damnation de Faust de Berlioz qui fut louée dans le Cambridge Review du 17 juin 1914. Durant les vacances elle continua à étudier la composition avec Holst ; en 1916 sa Wassail Song, une pièce sœur de The Carrion Crow, fut publiée. À Girton elle écrit la musique de scène pour une représentation de la pièce The Countess Cathleen (en) de W. B. Yeats dans laquelle elle jouait le First Dragon.
À partir de 1915 la collaboration de Joseph et de Holst se fit plus proche. Débordé par ses fonctions d'enseignant et autres engagements, Holst demanda de l'aide dans l'organisation de sa musique pour publication et représentation et il utilisa un groupe de jeunes femmes volontaires — ses « scribes — » pour faire des copies de ses partitions, pour écrire des parties instrumentales ou vocales ou pour préparer des arrangements pour piano. En 1915 le compositeur travaillait sur sa plus grande et plus connue œuvre, la suite orchestrale The Planets, et il invita Joseph, durant ses vacances, à rejoindre ses secrétaires. Parmi elles étaient présentes Vally Lasker, un professeur de piano de la SPGS, et Nora Day, qui avait été élève avec Joseph à l'école et qui depuis 1913 y enseignait,. La tâche principale confiée à Joseph pour The Planets fut de copier le mouvement Neptune dont presque l’entièreté du manuscrit original est écrit de sa main. Pour le reste de sa carrière elle resta une des plus régulières copistes de Holst, et il vint à compter plus sur elle que sur quiconque. Ses engagements musicaux à Girton combinés à son travail pour Holst eurent un effet négatif sur ses études. En the 1916 lors de l’examen de Classical Tripos, elle reçut seulement un Class III pass, dument noté dans son appréciation de départ du collège.

#### Débuts de sa carrière
Quand Joseph quitta Girton, la Première Guerre mondiale en était à une phase critique ; la bataille de la Somme avait commencé le 1er juillet 1916. Joseph voulait participer à l’effort de guerre et après avoir envisagé travailler dans une usine de munitions, elle prit un travail social à temps partiel à Islington. À l'automne 1916 elle commença à enseigner à Eothen (en), une petite école privée pour filles à Caterham, fondée et dirigée par Misses Catharine et Winifred Pye. En 1917, Imogen, la fille de dix ans de Holst, entra dans cette école ; rapidement, sous les conseils de Joseph, la jeune élève composa sa propre musique. Joseph étendit ses propres activités musicales en rejoignant l'orchestre du Collège Morley (en) où Holst était directeur musical et où son frère Edwin avait joué du violoncelle avant la guerre. Au début elle joua de la contrebasse puis elle prit plus tard des cours de cor, probablement avec Adolf Borsdorf (en) ; plus tard encore, elle apprit très rapidement et seule les timbales pour un concert d'été. En 1918 elle était membre du Morley committee qui le 9 mars produit un opéra burlesque, English Opera as She is Wrote, dans lequel les styles des opéras anglais, italiens, français et russes étaient parodiés dans des scènes successives. La représentation fut un grand succès et fut répétées plusieurs fois. Cet opéra pourrait avoir inspiré à Holst l'usage de la parodie dans son propre opéra, The Perfect Fool (en), qu'il commença à composer en 1918. Durant son temps libre Joseph créa et dirigea un chœur de nannies (en), qui prit part à des concours de chants locaux sous le nom de Linden Singers.

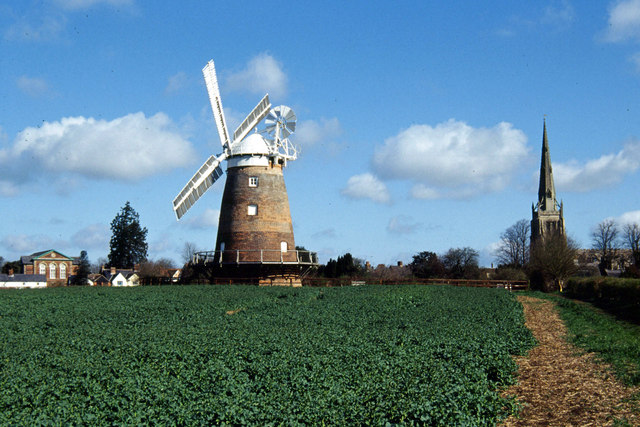
Thaxted, Essex, lieu du festival de musique de Whitsun 1916–18

Joseph enseigna de plus en plus, remplaçant souvent Holst à James Allen's et à SPGS. Elle continua à être la secrétaire de Holst et fut invitée à la première privée de The Planets, le 29 septembre 1918 au Queen's Hall, où Adrian Boult dirigea l'orchestre du Queen's Hall. Elle écrira plus tard : « À partir de Mars… jusqu'au dernier son de Neptune, ce fut une grande chose qui durera toute notre vie, je pense,. » Elle tira parti de son éducation classique de Girton quand elle aida à traduire les actes apocryphes de Jean du grec, pour fournir un texte à Holst pour l'Hymn of Jesus (1917) ; pour la même œuvre elle prépara une partition vocale et un arrangement pour piano, cordes et orgue. Avec Holst elle produisit une version pour voix de femmes (deux sopranos et une alto) de la Mass for Three Voices de William Byrd et Joseph travailla seul sur un accompagnement orchestral pour Sing Aloud with Gladness de Samuel Wesley. Cette dernière œuvre fut préparée pour le festival de musique de Whitsun (en) de 1917, un des festivals annuels que Holst orchestrait, d'abord dans sa ville de Thaxted, puis plus tard dans différents lieux dont Dulwich, Chichester et Canterbury. Joseph devint un personnage clef de ces festivals, comme organisatrice, musicienne et compositrice. À Thaxted en 1918 deux de ses compositions furent jouées : Hymn pour chœur de femmes (maintenant perdu), et une pièce orchestrale, Barbara Noel's Morris, que Joseph avait composé pour marquer son amitié avec la fille de Conrad Noel, le vicaire de Thaxted.
Les années 1917 et 1918 lui apportèrent également une tristesse personnelle. Le 22 octobre 1917 le père de Joseph mourut d'une crise cardiaque. Le 27 mai de l'année suivante, juste après le festival de Whitsun, son frère William fut tué sur le front de l'Ouest ; en septembre, Edwin fut gravement blessé lors de l'offensive finale alliée de la guerre. Dans sa monographie sur la vie et la musique de Joseph, le compositeur Alan Gibbs écrit « qu'il n'y a aucun indice dans les lettres de Jane sur l'effet que ces événements eurent sur elle,. » Gibbs cite Duff Cooper, qui écrivit à l’époque : « …if we wept as weep we did — we wept in secret. »

### Professeur et compositrice, 1918–28

#### Années après-guerre

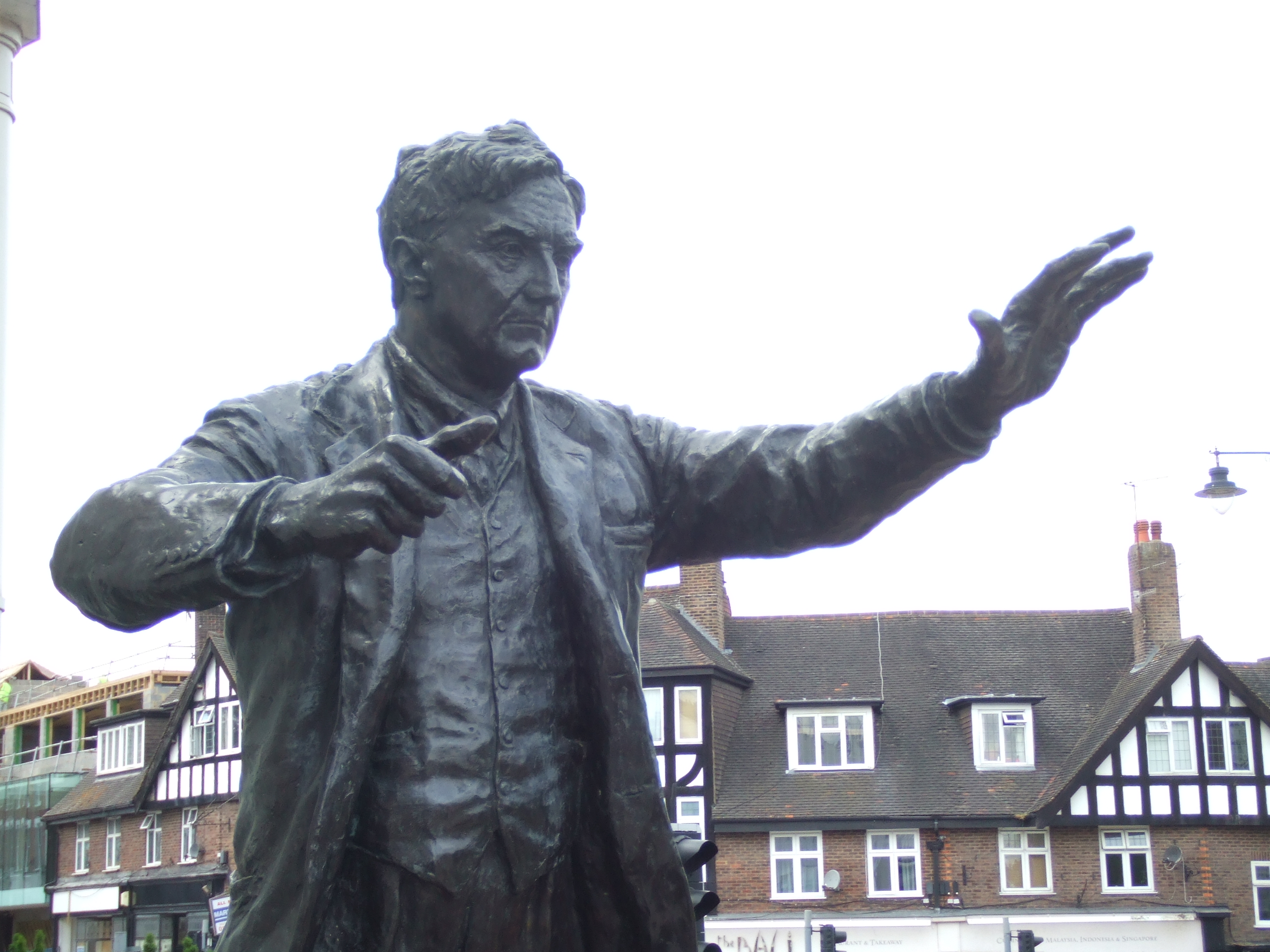
Ralph Vaughan Williams, un critique appréciateur des premières compositions de Joseph

En 1919, cherchant à consolider sa carrière musicale, Joseph rejoignit la Society of Women Musicians (SWM), créée en 1911 par la violoniste et musicologue Marion Scott (en) pour promouvoir l'intérêt des femmes dans la musique. Scott était connue de Joseph, elle avait été premier violon de l'orchestre de Morley. Joseph devint membre de la section compositeurs de la SWM et donnait occasionnellement des conférences sur des sujets tels que The Necessity of Practical Experience for Composers ou The Composer as Pupil. Durant l'été 1919 elle prit des leçons de direction auprès d'Adrian Boult qu'elle décrivait comme « l'homme le plus inefficace que je n'ai jamais rencontré,. » Le but de ces leçons était de lui permettre de diriger les représentations de son œuvre orchestrale Bergamask, qui eurent lieu au Coliseum Theatre dans un projet mis au point par Sir Oswald Stoll pour faire découvrir la nouvelle musique britannique. Le même été elle rencontra Ralph Vaughan Williams, un ami proche de Holst. Elle lui joua certains de ses morceaux, probablement une réduction de Bergamask, et le décrit comme un « critique très reconnaissant,. »
Vers la fin 1918 Holst avait demandé à Joseph de lui fournir un livret pour son opéra The Perfect Fool, pensant qu’elle pouvait avoir la touche de légèreté nécessaire qui manquait à sa propre écriture d'après lui. On ne sait pas si elle déclina ou s'il changea d'avis, mais ce fut finalement Holst qui écrivit le texte. Joseph cependant écrivit le texte pour un ballet basé sur la musique de Holst, The Sneezing Charm ; le ballet, intitulé A Magic Hour, fut joué à Morley en octobre 1920. Pendant ce temps les œuvres de Joseph étaient jouées lors de concerts à la SWM : deux chants, probablement du cycle Mirage, en janvier 1920, et certains de ses arrangements de poèmes de Walter de la Mare en décembre. À Eothen, Joseph continua à superviser l’éducation musicale d'Imogen Holst, dont certains aspects avaient auparavant causé à Holst une certaine inquiétude. Dans une lettre à sa femme datée de février 1919, écrite alors qu'il était organisateur musical YMCA pour les troupes britanniques stationnées dans l'Est de la Méditerranée, Holst rapportait : « J'ai reçu une lettre très gentille et sage de Jane sur Imogen,. » Quels que furent les problèmes qui troublaient Hoslt, ils furent résolus de manière satisfaisante et Joseph devint le professeur de théorie d'Imogene : « La théorie avec Jane déchire, » s'enthousiasmait la jeune élève. Durant l'été 1920, avec l'aide de Joseph, Imogen conçut et composa Dance of Nymphs and Shepherds qui fut jouée à l'école le 9 juillet. Au début 1921 Imogen entra à la SPGS ; avant de devenir pensionnaire à la Bute House, elle logea dans la maison familiale de Joseph.
Les festivals de Whitsun, arrêtés durant l'absence de Holst, reprirent à Dulwich en 1920. La participation de Joseph dans cet événement est inconnue, mais elle fit une contribution majeure au festival de l'année suivante qui commença à côté de la Tamise à Isleworth et se termina le lundi de Whit à la SPGS dans les jardins de la Bute House. Pour les célébrations du lundi, Joseph conçut une représentation du semi-opéra de 1690 Dioclesian (en) de Purcell. Écrivant sur cette journée après la mort de Joseph, Holst se rappelle qu'elle avait tissé la musique de Purcell avec le texte de Thomas Betterton, tous deux longtemps négligés, « dans un charmant spectacle extérieur basé sur un conte de fées, avec princesse perdue, dragon et héros princier,. » Non satisfaite de la planification de chaque aspect de la représentation en extérieure, Joseph prépara une version en intérieur si la météo l'avait exigé. La production fut un grand succès et fut répétée le même été à Hyde Park et en octobre 1921 au théâtre Old Vic. Tout au long de cette organisation considérable, Holst écrivit, « Jane donna le moins d'inquiétude possible à chaque personne concernée tout en donnant le maximum d'elle-même, travaillant dur et prévoyant tout, »

#### Sommet de sa carrière

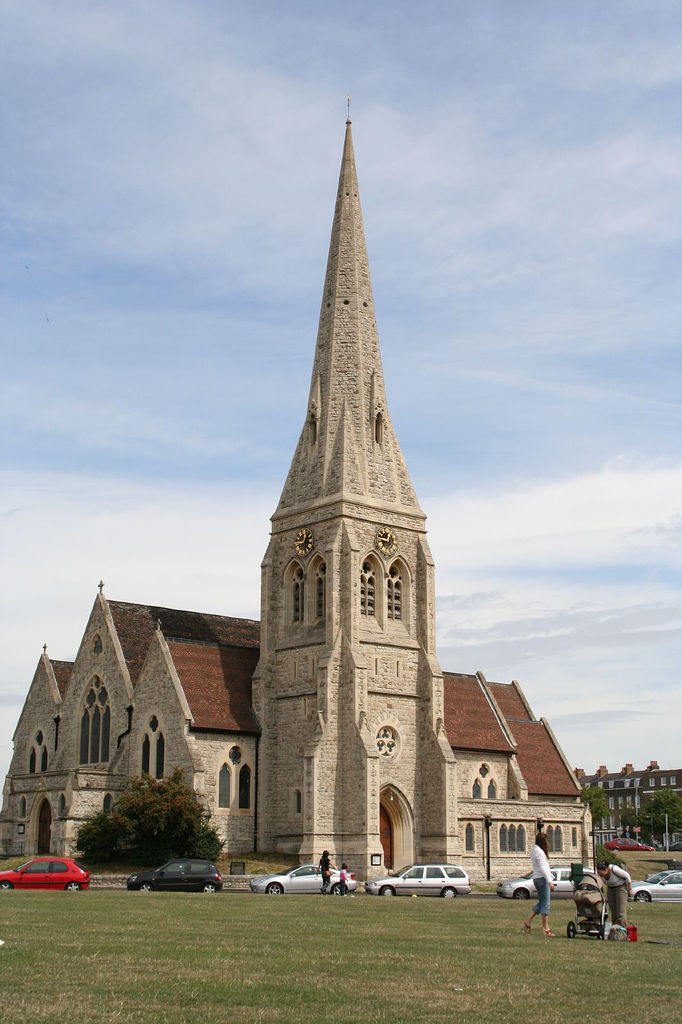
All Saints, Blackheath, lieu du festival de Whitsun de 1922 (photo de 2007)

En novembre 1921 Joseph organisa les personnes de Morley pour monter une reconstitution historique grandeur nature pour célébrer le bicentenaire de l'église St Martin-in-the-Fields. Le texte était de Laurence Housman et la musique, dirigée par Holst, fut tirée du répertoire de Morley. L'année suivante la réputation grandissante de compositrice de Joseph fut confirmée quand ses Seven Two-Part Songs furent jouées lors d'un concert à la SWM qui comprenait également des œuvres d'Ethel Smyth et d'autres compositrices. Deux des œuvres de Joseph, A Hymn for Whitsuntide et A Festival Venite, furent introduites lors du festival Whitsun de 1922 à l'église All Saints, Blackheath, avec Holst à la direction. Après la première de Venite Joseph écrivit avec reconnaissance à Holst : «Croyez-vous un seul instant que tout autre chef d'orchestre se serait embêté comme ça? Si vous le pensez, vous avez tout à fait tort,.» Venite fut joué le 13 juin 1923 au Queen's Hall par le Philharmonic Choir sous la direction de Charles Kennedy Scott (en) ; la critique du Spectator considéra la pièce «comme un ajout fort notable à la musique britannique moderne,.» En plus de son travail de composition et de ses activités, Joseph trouva le temps en 1922 d'organiser la première Kensington Musical Competition Festival et d'orchestre de nombreuses chansons de la compétition. Avec le temps ce festival devint un important évènement annuel à Kensington ; Vaughan Williams faisait partie du jury. Le 12 octobre 1922, pour le cinquantième anniversaire de Vaughan Williams, Joseph organisa un chœur qui donna une représentation matinale surprise dans le jardin du compositeur d'un morceau qu'elle avait spécialement composé pour l’occasion.
Dès 1919 Joseph avait écrit à son frère Edwin au sujet des préoccupations qu'elle avait concernant la santé de Holst. À la suite d'un épuisement physique en 1923 Holst abandonna ses fonctions au Morley College, Joseph lui écrivit une lettre d'encouragement le félicitant de sa décision qui lui permettrait de se concentrer sur la composition. Les années suivantes furent particulièrement fructueuses pour Holst et Joseph l'assista dans de nombreuses œuvres qu'il produisit durant la période 1924–1928. Elle l'aida à préparer la partition de la Choral Symphony et la remercia pour son aide en lui offrant les manuscrits originaux de la partition. Avec Lasker et Day elle travailla pour préparer les partitions orchestrales et vocales de l'opéra At the Boar's Head (en), et assista aux répétitions en mars 1925. Après la première de l'opéra le 3 avril elle écrivit à Holst des commentaires légèrement critiques sur certains chanteurs, mais donna des éloges au chef d'orchestre, le jeune Malcolm Sargent. Quand Holst composa une courte pièce pour célébrer le vingt-et-unième anniversaire de la Oriana Madrigal Society, Joseph fournit les paroles qui reflétaient avec humour les méthodes de travail du chef d'orchestre Kennedy Scott ; l’œuvre fut grandement appréciée par le chœur. La même année, en 1925, elle participa à la création de la Kensington Choral Society qui le 21 juin chanta la cantate Rise, O My Soul de Bach. À cette époque, la maison de Joseph à Kensington, où elle vécut toute sa vie, devenait un lieu de rassemblement musical reconnu ; un visiteur se rappelle y avoir rencontré Vaughan Williams, Boult et la harpiste Sidonie Goossens parmi d'autres.
En 1926 Joseph écrivit pour Holst le livret de son opéra The Golden Goose, basé sur une histoire des Frères Grimm, et arrangea sa première représentation lors du festival de Whitsun de 1926 qui avait lieu à l'école James Allen,. Joseph assista également Holst et le librettiste Steuart Wilson (en) dans la production du second ballet choral, The Morning of the Year — la première œuvre commandée par le tout récemment créé département musical de la BBC — qui fut joué au Royal Albert Hall en mars 1927,. Le rapport annuel du Morley College de 1927 note la création d'un club de danse populaire et note la «direction talentueuse» du groupe par Joseph. Son intérêt grandissant pour la danse la conduisit, cette année là, à rejoindre l'English Folk Dance Society et le Kensington Dance Club.

### Maladie, mort et hommages
L’œuvre principale du festival de Whitsun de 1928, qui avait lieu à Canterbury, fut un drame religieux, The Coming of Christ, commandé par George Bell alors doyen de Cantorbéry, et écrit par John Masefield. Holst fournit la musique de scène. Dans une photographie décrite par Gibbs, prenant les organisateurs et les musiciens du festival, Joseph est assise entre Holst et Mrs Bell, « plus grande que jamais, une femme efficace au début de sa trentaine, clairement un personnage important pour le festival, » C'était le dernier festival de Whitsun de Joseph. À la fin de l'année sa santé commença à décliner ; Holst mentionne dans son journal le 29 novembre 1928, « Jane's concert 8.15, » mais il ne donne aucune indication si Joseph était musicienne lors de ce concert. En février 1929 elle paye le solde au fabricant de piano C. Bechstein du nouveau piano de Morley pour lequel elle recueillait des dons depuis 1926. Le 9 mars 1929 Joseph mourut dans sa maison à Kensington d'insuffisance rénale. Après une cérémonie privée elle fut enterrée au Willesden Jewish Cemetery (en).
Holst était à Venise quand il apprit la mort de Joseph ; bien qu'Imogen mentionne qu'il reçut la nouvelle stoïquement, il était en privé dévasté. Joseph s'était, écrit Imogen, « approchée de son idée de son idéal de lucidité et de clear feeling,. » Dans son hommage, Holst attira l'attention sur « l'infinie capacité [de Joseph] à se donner du mal qui relève du génie,. » Aucun festival de Whitsun n'eut lieu en 1929, mais début juillet lors d'une représentation en plein air de The Golden Goose de Holst au château de Warwick, une représentation spéciale de la St Paul's Suite eut lieu en mémoire de Joseph. Le 5 décembre 1929, lors d'un concours musical, Vaughan Williams dirigea un chœur chantant l'Hymn for Whitsuntide de Joseph, le public se tenant debout en hommage. Le même hymne fut joué lors du festival de Whitsun suivant à Chichester en mai 1930. En juillet 1931 Holst inclut des œuvres de Joseph dans un concert qu'il dirigeait à la Cathédrale de Chichester, avec des œuvres de William Byrd, Thomas Weelkes et Vaughan Williams. Les années suivantes les œuvres de Joseph furent jouées lors de concerts et d'évènements au Morley College, à la SWM, à la SPGS et à la English Folk Dance Society. À Eothen un Jane Joseph Memorial Prize fut mis en place et une bourse fut dotée en son nom à Eothen et à la SPGS.
Un ami qui exprimait sa tristesse personnelle à l'annonce de la mort de Joseph révéla un autre aspect de son caractère : « l'Angleterre ne sera plus la même sans Jane. Elle était terriblement difficile à connaître, et terriblement solitaire, je pense, malgré tous ses amis — N'êtes vous pas d'accord? — mais je ne peux m'imaginer la Musique sans elle,. »

## Musique
La plus grande partie de la musique de Joseph a été composée pour des représentations lors d'évènements de taille moyenne par des musiciens amateurs. De ce fait elle ne fut jamais publiée et avec les années nombre de ses œuvres furent perdues. Les œuvres publiées et les quelques autres existant encore, avance Gibbs, classent Joseph dans la catégorie des compositeurs anglais « progressistes. » Bien que ses premières compositions furent principalement des chansons, elle a montré des talents comme compositrice d’œuvres orchestrales. Gibbs trouve dans ses deux courtes pièces, Morris Dance (1917) — à l'origine Barbara Noel's Morris — et Bergamask (1919), respectivement trois et cinq minutes, « un bon ressenti du son orchestral. » La Morris Dance a ajouté l'éclat d'un glockenspiel alors que Bergamask a une atmosphère italienne de fête. L'écrivain musical Philip Scowcroft loue l'utilisation confiante de Joseph d'un grand orchestre pour la Morris Dance alors que le compositeur Havergal Brian, contemporain de Holst, trouvait Bergamask « exaltante » et « plein de promesse. » Gibbs suggèrent que ces deux œuvres annoncent les derniers ballets choral de Holst et commente : « Que ces pièces insouciantes n'aient pas trouvées une place permanente dans le répertoire est malheureux,. »
Dans le cycle de chant Mirage de Joseph (cinq chants avec un quatuor à cordes accompagnant), composé en 1921, une influence holstienne est évidente à côté de son propre style de composition distinct. Gibbs met en lumière le premier chant du cycle, Song, qui au départ est l'écho de To Varuna des hymnes Rig Veda de Holst mais « qui évolue en une création différente qui se distingue par sa propre partie de quatuor épurée dans lequel l'alto a un rôle particulier à jouer. » Le dernier chant, Echo, a plus en commun avec Brahms qu'avec Holst. Le Festival Venite (1922) de Joseph est un exemple de son utilisation du mode dorien moderne qui deviendra une caractéristique de certaines de ses œuvres suivantes. Scowcroft et Gibbs pointent tous deux l'influence Tudor dans Venite dans laquelle également remarque Gibbs, « l'influence agréable de Vaughan Williams dans la mélodie et l'harmonie est également ressentie,. » La partition orchestrale de cette œuvre est perdue mais un accompagnement a l'orgue a été créé. La chorale sans accompagnement de Joseph Hymn for Whitsuntide utilise également le mode dorien, Holst la décrit comme « un petit motet sans défaut ; » ce fut la première œuvre de Joseph à être radiodiffusée, en 1968,. Le Short String Quartet en la mineur fut joué par le Winifred Smith Quartet en décembre 1922 et fut accepté pour publication par J.B. Cramer and Co. Cependant il ne fut pas publié et fut par la suite perdu.
Le chant de noël de Joseph A Little Childe There is Ibore est la mise en musique d'un poème du XVe siècle pour trois voix de femme et accompagnement au piano. Holst le considérait comme « le meilleur des chants de noël de Jane, et peut-être le plus dur à interpréter correctement,. » Écrit avec des alternances de mesures à cinq et sept temps, il fut salué par Brian pour son originalité. Il fut radiodiffusé à la BBC le 21 décembre 1995. Brian était également un admirateur de plusieurs pièces d'apprentissage du piano de Joseph : « agréablement simples et spontanées,. » Elles furent publiées entre 1920 et 1925 ; Gibbs écrit que ces pièces « se concentrent sur les aspects techniques dans des contextes mélodieux et souvent modaux, » avec parfois des excursions vers d'autres formes comme la chaconne ou le rondo.